# مارثا جوي
مارثا جوي هي مغنية كندية، ولدت في 8 ديسمبر 1990 في تورونتو في كندا.

## وصلات خارجية
- مارثا جوي على موقع IMDb (الإنجليزية)
- مارثا جوي على موقع ميوزك برينز (الإنجليزية)